# Cône axonique
Le cône d'émergence de l'axone (aussi appelé zone de gâchette)   est une partie du neurone qui se situe à l'origine de l'axone en continuité avec le soma, ou plus rarement avec une dendrite. Il présente une morphologie conique, de diamètre (quelques microns) et de longueur variables (quelques dizaines de microns).
À son niveau, la membrane plasmique se caractérise par une surabondance de canaux sodiques et potassiques. Lorsque les dépolarisations somato-dendritiques y arrivent et que leur sommation atteignent ou dépassent le potentiel seuil, il se produit une ouverture de tous canaux sodiques voltage-dépendant donnant naissance à des potentiels d'action (influx nerveux).
Ces potentiels d'action se propagent alors de manière centrifuge le long de l'axone en conservant leur intensité. Chez certains neurones, ce potentiel d'action peut se rétro-propager vers le soma et les dendrites : on parle alors de potentiel d'action rétrograde.
Par ailleurs, dans certains cas comme chez les cellules de Purkinje, le potentiel d'action peut naître non du cône d'émergence mais du premier nœud de Ranvier.